# Jesse Mahieu
Jesse Mahieu, född den 12 augusti 1978 i Best, Nederländerna, är en nederländsk landhockeyspelare.
Han tog OS-silver i herrarnas landhockeyturnering i samband med de olympiska landhockeytävlingarna 2004 i Aten.